# Shelby County (Ohio)
Shelby County ist ein County im Bundesstaat Ohio der Vereinigten Staaten. Der Verwaltungssitz (County Seat) ist Sidney.

## Geographie
Das County liegt im Westen von Ohio, ist etwa 45 km von der Grenze zu Indiana entfernt und hat eine Fläche von 1065 Quadratkilometern, wovon 5 Quadratkilometer Wasserfläche sind. Es grenzt im Uhrzeigersinn an folgende Countys: Auglaize County, Logan County, Champaign County, Miami County und Darke County.

## Geschichte
Shelby County wurde am 7. Januar 1819 aus Teilen des Miami County gebildet. Benannt wurde es nach Isaac Shelby, einem General im Amerikanischen Unabhängigkeitskrieg und später fünfter Gouverneur von Kentucky.
Im County liegt eine National Historic Landmark, die People’s Federal Savings and Loan Association. 18 Bauwerke und Stätten des Countys sind im National Register of Historic Places eingetragen (Stand 18. Mai 2018).

## Demografische Daten

Alterspyramide des Shelby County

Nach der Volkszählung im Jahr 2000 lebten im Shelby County 47.910 Menschen. Davon wohnten 665 Personen in Sammelunterkünften, die anderen Einwohner lebten in 17.636 Haushalten und 13.085 Familien. Die Bevölkerungsdichte betrug 45 Einwohner pro Quadratkilometer. Ethnisch betrachtet setzte sich die Bevölkerung zusammen aus 96,04 Prozent Weißen, 1,49 Prozent Afroamerikanern, 0,17 Prozent amerikanischen Ureinwohnern, 0,97 Prozent Asiaten, 0,05 Prozent Bewohnern aus dem pazifischen Inselraum und 0,24 Prozent aus anderen ethnischen Gruppen; 1,05 Prozent stammten von zwei oder mehr Ethnien ab. 0,80 Prozent der Bevölkerung waren spanischer oder lateinamerikanischer Abstammung.
Von den 17.636 Haushalten hatten 36,9 Prozent Kinder und Jugendliche unter 18 Jahre, die bei ihnen lebten. 60,7 Prozent waren verheiratete, zusammenlebende Paare, 9,3 Prozent waren allein erziehende Mütter, 25,8 Prozent waren keine Familien, 22,0 Prozent waren Singlehaushalte und in 8,9 Prozent lebten Menschen im Alter von 65 Jahren oder darüber. Die Durchschnittshaushaltsgröße betrug 2,68 und die durchschnittliche Familiengröße lag bei 3,13 Personen.
Auf das gesamte County bezogen setzte sich die Bevölkerung zusammen aus 28,6 Prozent Einwohnern unter 18 Jahren, 8,2 Prozent zwischen 18 und 24 Jahren, 29,3 Prozent zwischen 25 und 44 Jahren, 21,7 Prozent zwischen 45 und 64 Jahren und 12,2 Prozent waren 65 Jahre alt oder darüber. Das Durchschnittsalter betrug 35 Jahre. Auf 100 weibliche Personen kamen 98,6 männliche Personen. Auf 100 Frauen im Alter von 18 Jahren oder darüber kamen statistisch 96,4 Männer.
Das jährliche Durchschnittseinkommen eines Haushalts betrug 44.507 USD, das Durchschnittseinkommen der Familien betrug 51.331 USD. Männer hatten ein Durchschnittseinkommen von 36.212 USD, Frauen 24.470 USD. Das Prokopfeinkommen betrug 20.255 USD. 5,3 Prozent der Familien und 6,7 Prozent der Bevölkerung lebten unterhalb der Armutsgrenze. Darunter waren 8,3 Prozent der Kinder und Jugendlichen unter 18 Jahren und 5,3 Prozent der Menschen ab 65 Jahren.